# Линия Утибо
Линия Утибо (яп. 内房線 утибо: сэн) — железнодорожная линия японского железнодорожного оператора East Japan Railway Company, расположенная в префектуре Тиба и протянувшаяся вдоль побережья Токийского залива от станции Сога расположенной в городе Тиба до станции Ава-Камогава в городе Камогава. С обоих концов линия соединена с линией Сотобо.

## История
Линия Утибо была открыта в 1912-м году под названием Линия Кисарадзу (яп. 木更津線 кисарадзу сэн). Первый участок был проложен от станции Сога до станции Анэгасаки в городе Итихара. В 1919 году линия достигла Ава-Хондзё (ныне город Татеяма), и получила новое название — Линия Ходзё (яп. 北条線 хо:дзё: сэн). К 1925 году линию проложили до нынешней конечной станции Ава-Камогава.
В 1929 году линия была включена как участок в состав линии Босо, а в 1933 году снова отделена как отдельная линия под названием — Западная линия Босо (яп. 房総西線 бо:со: ниси сэн). Линия получила своё нынешнее название в 1972-м году.

### Хронология
- 28 марта, 1912 — Открыта линия Кисарадзу (Сога—Анэгасаки)
- 21 августа, 1912 — Открыт участок от Анэгасаки до Кисарадзу
- 15 января, 1915 — Открыт участок от Кисарадзу до Кадзуса-Минато
- 11 октября, 1916 — Открыт участок от Кадзуса-Минато до Хамаканая
- 1 августа, 1917 — Открыт участок от Хамаканая до Ава-Кацуяма
- 10 августа, 1918 — Открыт участок от Ава-Кацуяма до Нако-Фунаката
- 24 мая, 1919 — Открыт участок от Нако-Фунаката до Ава-Ходзё, линия переименована в линию Ходзё
- 1 июня, 1921 — Открыт участок от Ава-Ходзё до Минамихара
- 20 декабря, 1922 — Открыт участок от Минамихара до Эми
- 25 июля, 1924 — Открыт участок от Эми до Футоми
- 11 июля, 1925 — Открыт участок от Футоми до Ава-Касогава
- 16 июня, 1926 — Открыта станция Такэока
- 20 мая, 1927 — Открыто депо Титосэ
- 15 августа, 1929 — Линия Босо продлена до станции Ава-Камогава, линия Ходзё включена в линию Босо
- 1 августа, 1930 — Депо Титосэ становится железнодорожной станцией
- 1 апреля, 1933 — Линия Пареименована в Западную линию Босо
- 20 ноября, 1941 — Открыта станция Иванэ
- 1 марта, 1946 — Станция Ава-Ходзё переименована в станцию Татэяма
- 10 января, 1947 — Открыта станция Нагаура
- 10 апреля, 1956 — Станция Сюсай переименована в станцию Кимицу
- 1 июля, 1964 — Двухпутный участок построен от станции Сога до станции Хамано
- 20 сентября, 1964 — Второй путь проложен на участке от станции Хамано до станции Яватадзюку
- 4 июля, 1965 — Второй путь проложен на участке от станции Яватадзюку до станции Гои
- 26 мая, 1968 — Второй путь проложен на участке от станции Гои до станции Нагаура
- 13 июля, 1968 — Участок от станции Сога до станции Кисарадзу электрифицирован
- 20 марта, 1969 — Второй путь проложен на участке от станции Нагаура до станции Нараба
- 10 июля, 1969 — Паровозы серии 135 C57-105 сняты с линии
- 11 июля, 1969 — Участок от станции Кисарадзу до станции Тикура электрифицирован
- 18 марта, 1970 — Второй путь проложен на участке от станции Нараба до станции Кисарадзу
- 24 марта, 1970 — Второй путь проложен на участке от станции Кисарадзу до станции Кимицу
- 1 июля, 1971 — Участок от станции Тикура до станции Ава-Камогава электрифицирован
- 15 июля, 1972 — Линия меняет название на нынешнее (Линия Утибо)
- 31 марта, 1974 — Станция Набара переименована в станцию Содэгаура
- 15 ноября, 1982 — Приостановлено грузовое сообщение между станциями между станциями Кисарадзу и Ава-Камогава.
- 1 апреля, 1987 — Линия переходит в веденье East Japan Railway Company
- 1 ноября, 1996 — Приостановлено грузовое сообщение между станциями между станциями Сога и Кисарадзу
- 4 февраля, 2001 — Введена система ATS-P на участке от станции Тиба до станции Иванэ
- 1 октября, 2009 — Электрички серии 209-2000/2100 series начинают работать на линии

## Виды поездов
Местные составы на линии Утибо ходят от станции Тиба. Поезда, идущие до станции Токио, используют участок линии Сотобо от станции Сога до станции Тиба и участок линии Собу от станции Тиба до станции Токио, либо идут напрямую от станции Сога по участку линии Кэйё до станции Токио.

### Местные поезда
В течение дня от станции Тиба до станций Кисарадзу и Кимицу (иногда Кадзуса-Минато) составы ходят 3 раза в час, от станции Тиба до станций Ава-Камогава и Татэяма (иногда Тикаура) один раз в час.
На линии используются составы серий 113 series, 211 series и 209-2000/2100 series базирующиеся в депо Макухари.

### Скорые поезда
- Сквозное сообщение с линией Собу (Rapid)
Поезда отходят со станции Кимицу, останавливаясь так же не станциях Нагаура и Содэгаура.

- Сквозное сообщение с линией Кэйё (Rapid/Commuter Rapid)
Поезда отходят со станции Кимицу. Каждое утро один состав идёт от станции Кадзуса-Минато.

#### Подвижной состав
Поезда идущие по маршруту Линия Йокосука—Линия Собу (Скорая) используют вагоны серии E217 series базирующиеся в депо Камакура и Макухари.

### Экспрессы
Экспрессы с ограниченным числом остановок «Садзанами» ходят от станции Токио до станций Кимицу и Татэяма (а также до станции Тикаура во времена наибольшей загрузки). Экспрессы с ограниченным числом остановок «Синдзюку Садзанами» ходят от станции Синдзюку до станции Тикаура по выходным.

#### Подвижной состав
- 255 series
- E257-500 series

## Станции
В начале линии на станции Сога отходит длинная линия ППЖТ в промзону в западном направлении. На этой же станции находится оборотное электровозное депо.
От линии в восточном направлении отходят две малодеятельных линии с дизель-поездами: на станции Гои частная изолированная линия Коминато, и на станции Кисаразду линия JR East Курури. По линии Коминато проходит около 10 пар дизель-поездов в день. По линии Курури проходит 3-5 пары в день, пассажиропоток очень мал.
- Местные поезда останавливаются на каждой станции.

| Название линии | Станция  | Японское название | Расстояние (км)  | Rapid/ Commuter Rapid            | Пересадки                                                                                                   | Расположение |
| -------------- | -------- | ----------------- | ---------------- | -------------------------------- | --- | ------------ |
| Линия Сотобо   | Тиба     | 千葉              | 3.8              | X                                | JR East: Линия Собу Chiba Urban Monorail Линия 1, Линия 2 Keisei Electric Railway: Линия Тиба (Кэйсэй-Тиба) | Тиба         |
| Линия Сотобо   | Хон-Тиба | 本千葉            | 2.4              |                                  | | Тиба         |
| Линия Сотобо   | Сога     | 蘇我              | 0.0              | X                                | JR East: Линия Сотобо Линия Кэйё                                                                            | Тиба         |
| Линия Утибо    | Сога     | 蘇我              | 0.0              | X                                | JR East: Линия Сотобо Линия Кэйё                                                                            | Тиба         |
| Хамано         | 浜野     | 3.4               |                  |                                  | | Тиба         |
| Яватадзуку     | 八幡宿   | 5.6               | X                |                                  | Итихара |              |
| Гои            | 五井     | 9.3               | X                | Kominato Railway: Линия Коминато | Итихара |              |
| Анэгасаки      | 姉ケ崎   | 15.1              | X                |                                  | Итихара |              |
| Нагаура        | 長浦     | 20.5              | X                |                                  | Содегаура                                                                                                   |              |
| Содэгаура      | 袖ケ浦   | 24.4              | X                |                                  | Содегаура                                                                                                   |              |
| Иванэ          | 巖根     | 27.5              |                  |                                  | Кисарадзу                                                                                                   |              |
| Кисарадзу      | 木更津   | 31.3              | X                | JR East: Линия Курури            | Кисарадзу                                                                                                   |              |
| Кимицу         | 君津     | 38.3              | X                |                                  | Кимицу |              |
| Аохори         | 青堀     | 42.0              | X                |                                  | Фуццу |              |
| Онуки          | 大貫     | 46.6              | X                |                                  | Фуццу |              |
| Санукимати     | 佐貫町   | 50.7              | X                |                                  | Фуццу |              |
| Кадзуса-Минато | 上総湊   | 55.1              | Конечная станция |                                  | Фуццу |              |
| Такэока        | 竹岡     | 60.2              |                  |                                  | Фуццу |              |
| Хамаканая      | 浜金谷   | 64.0              |                  |                                  | Фуццу |              |
| Хота           | 保田     | 67.5              |                  |                                  | Кёнан |              |
| Ава-Кацуяма    | 安房勝山 | 70.8              |                  |                                  | Кёнан |              |
| Иваи           | 岩井     | 73.7              |                  |                                  | Минамибосо                                                                                                  |              |
| Томиура        | 富浦     | 79.8              |                  |                                  | Минамибосо                                                                                                  |              |
| Нако-Фунаката  | 那古船形 | 82.1              |                  |                                  | Татеяма |              |
| Татэяма        | 館山     | 85.9              |                  |                                  | Татеяма |              |
| Коконоэ        | 九重     | 91.7              |                  |                                  | Татеяма |              |
| Тикура         | 千倉     | 96.6              |                  |                                  | Минамибосо                                                                                                  |              |
| Титосэ         | 千歳     | 98.6              |                  |                                  | Минамибосо                                                                                                  |              |
| Минамихара     | 南三原   | 102.2             |                  |                                  | Минамибосо                                                                                                  |              |
| Вадаура        | 和田浦   | 106.8             |                  |                                  | Минамибосо                                                                                                  |              |
| Эми            | 江見     | 111.4             |                  |                                  | Камогава |              |
| Футоми         | 太海     | 116.0             |                  |                                  | Камогава |              |
| Ава-Камогава   | 安房鴨川 | 119.4             |                  | JR East: Линия Сотобо            | Камогава |              |